# NGC 5790
NGC 5790 (również PGC 53459 lub UGC 9624) – galaktyka spiralna (S0-a), znajdująca się w gwiazdozbiorze Wolarza. Odkrył ją Édouard Jean-Marie Stephan 16 maja 1884 roku. Należy do galaktyk Seyferta typu 2.